# Rudgea monofructus
Rudgea monofructus là một loài thực vật có hoa trong họ Thiến thảo. Loài này được Gómez-Laur. & Dwyer miêu tả khoa học đầu tiên năm 1991.